# Richard Tattersall

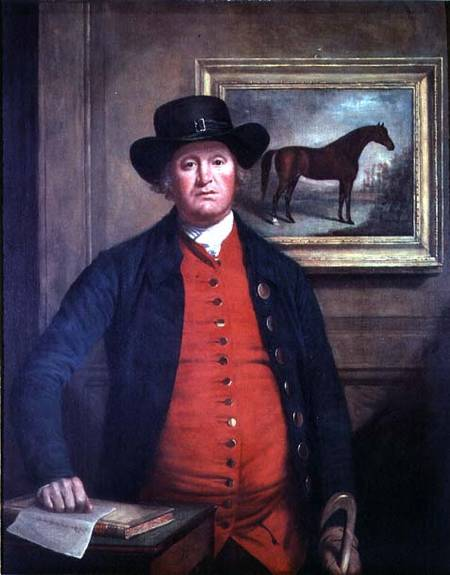
Richard Tattersall (ca. 1790)
(Ölgemälde von Thomas Beach),
im Hintergrund das Highflyer-Gemälde von John Boultbee

Richard Tattersall (* Juni 1724 in Hurstwood, Lancashire; † 1795 wohl in London; Spitzname: Old Tatt) war ein englischer Stallmeister und Reitlehrer, der es bis zum Besitzer der Londoner Tageszeitung Morning Post brachte. Er war der Begründer der Pferderennsport-Dynastie.

## Leben
Er war eines von sechs Kindern des englischen Gutsbesitzers Edmund Tattersall (ca. 1686–1764), Gutsherr auf Ridge und Hurstwood in der Grafschaft Lancashire, und der Ann Varley. Tattersall besuchte die Grammar School in Burnley (Lancashire). Danach kam er nach London und begann seine berufliche Laufbahn als Stalljunge, später als Stallmeister und Pferdetrainer des Evelyn Pierrepont, 2. Duke of Kingston-upon-Hull (1712–1773).
Später nutzte er die Leidenschaft seiner britischen Landsleute für Pferde und machte damit ein Vermögen: An der Südwestecke des Londoner Hyde Park (Hyde Park Corner) eröffnete er im Jahr 1766 das erste Unternehmen zur Unterbringung und Pflege fremder Pferde sowie zum Verleih und Verkauf von Pferden. Zusätzlich gab er Reitunterricht und verkaufte Pferde- und Reitzubehör. Die Stallungen waren verbunden mit Reithallen und Reitbahnen.
Im Jahr 1779 ergänzte er seine Einrichtung um zwei prächtig ausgestattete Gesellschaftsräume („Subscription Rooms“) für die Vorstandsmitglieder des „Jockey Club“, in denen sich bald aber auch die Londoner Gesellschaft treffen und ihre Wetten abschließen konnte.
Der bekannte Pferdemaler John Boultbee (1753–1812) malte im Jahr 1785 das Pferd „Highflyer“, das erfolgreichste Rennpferd des 18. Jahrhunderts, mit dem sein Eigentümer Tattersall ein Vermögen verdient hatte.

## Sonstiges
In Berlin-Charlottenburg ist die berühmte Künstlerkneipe DIENER Tattersall nach ihm benannt. Diese befindet sich in der Grolmanstraße 47, nahe dem Savignyplatz.